# Kurt Gebhardt (Politiker, 1923)
Kurt Gebhardt (* 24. Juli 1923 in Perouse; † 5. Juni 2015 in Stuttgart) war ein deutscher Jurist, Kommunalpolitiker und Oberbürgermeister der Stadt Waiblingen.

## Leben
Kurt Gebhardt wurde als Sohn eines Oberlehrers im Landkreis Böblingen geboren und studierte nach Schulzeit in Zuffenhausen und Feuerbach sowie Kriegsdienst im Zweiten Weltkrieg, er war zuletzt Leutnant bei der Artillerie, und US-amerikanischer Gefangenschaft Rechts- und Staatswissenschaften in Tübingen. Während seines Studiums wurde er 1947 Mitglied der Tübinger Burschenschaft Derendingia. 1953 wurde er zum Dr. iur. promoviert.
Im Jahr 1956 ließ sich Gebhardt als Rechtsanwalt in seiner Geburtsstadt Stuttgart nieder. In diesem Beruf arbeitete er bis 1963, danach war er bis 1970 Oberbürgermeister der Stadt Waiblingen. Von 1975 bis 1987 war er Mitglied des Gemeinderats in Stuttgart und Vorsitzender der FDP-Fraktion (ab 1984). Außerdem war er Geschäftsführendes Vorstandsmitglied des Städtetags Baden-Württemberg (1970 bis 1988). Er war außerdem für das Deutsche Rote Kreuz (DRK) tätig, von 1987 bis 1994 als Präsident des DRK-Landesverbandes Baden-Württemberg. Danach wurde er zum Ehrenpräsidenten ernannt. Im DRK-Blutspendedienst Baden-Württemberg war Gebhardt Verwaltungsratsvorsitzender.
Gebhardt wurden mehrere Orden verliehen. Er lebte in Stuttgart-Degerloch, war verheiratet und hatte drei Kinder.

## Ehrungen
- Verdienstmedaille des Landes Baden-Württemberg
- Großes Bundesverdienstkreuz
- Verdienstorden der Italienischen Republik
- Preis des Süddeutschen Rundfunks beim Wettbewerb der Sendereihe Sonntagsgeschichten

## Veröffentlichungen (Auswahl)
- Das Pfandrecht und Vollstreckungsrecht der Reichsstadt Nördlingen. Dissertation Universität Tübingen 1953.
- In städtischen Diensten und andere Schmunzelgeschichten. Silberburg-Verlag, 1992, ISBN 978-3925344510.
- Satirische Verse für alle, die nichts zu lachen haben. Tübingen 1998.
- Erfahrungen in heiteren und besinnlichen Versen. Aachen 2014.